# タクジと歩く25分。
『タクジと歩く25分。』は、2021年3月29日からRKB毎日放送（RKBラジオ）で放送されている紀行番組。

## 概要
パーソナリティの坂口と勝木が、福岡県内の各地を散歩しながら歴史や文化に関する話を繰り広げる番組。

## 放送時間
- 月曜日 5:00 - 5:25（JST。2021年3月29日〜[1]）

## パーソナリティ
- 坂口卓司
- 明光院昌子

### 過去
- 勝木夏菜 RKBラジオのディレクター、元RKBスナッピー（37期）